# Ximena Esquivel
Ximena Lizbeth Esquivel Guzmán (née le 22 août 1997 à Mexico) est une athlète mexicaine, spécialiste du saut en hauteur.

## Carrière
Elle remporte la seule médaille de la délégation mexicaine lors des Championnats panaméricains juniors à Edmonton en 2015.
Lors de la Copa Autonomyqro 2016, elle franchit 1,90 m à Querétaro, record national junior, avant de remporter la médaille d'argent en 1,89 m lors des Championnats du monde juniors 2016 à Bydgoszcz. C'est la première médaille du Mexique en dehors des épreuves sur piste et sur route en athlétisme.

## Palmarès
| Date | Compétition                              | Lieu         | Résultat | Marque |
| ---- | ---------------------------------------- | ------------ | -------- | ------ |
| 2013 | Championnats du monde cadets             | Donetsk      | 12e      | 1,70 m |
| 2014 | Jeux olympiques de la jeunesse           | Nankin       | 11e      | 1,73 m |
| 2015 | Jeux panaméricains                       | Toronto      | 8e       | 1,80 m |
| 2016 | Championnats du monde juniors            | Bydgoszcz    | 2e       | 1,89 m |
| 2017 | Universiade                              | Taipei       | 4e       | 1,88 m |
| 2018 | Jeux d'Amérique centrale et des Caraïbes | Barranquilla | 2e       | 1,86 m |
| 2018 | Championnats NACAC                       | Toronto      | 4e       | 1,82 m |
| 2022 | Championnats NACAC                       | Freeport     | 3e       | 1,81 m |

## Records
| Épreuve         | Épreuve   | Marque | Lieu      | Date          |
| --------------- | --------- | ------ | --------- | ------------- |
| Saut en hauteur | Plein air | 1,91 m | Querétaro | 29 avril 2018 |